# Hunxue
Hunxue (Idioma chino: 混血儿; pinyin: Hùnxuè'ér) es un término utilizado en China que se utiliza para referirse a los individuos del pueblo chino que tienen origen en el mestizaje. Literalmente significa niño de sangre mixta y se usa para todas las personas chinas que tiene ascendencia no perteneciente a las etnias chinas.

## Historia
Durante las décadas posteriores a la revolución china de 1949, los matrimonios entre un laowai (extranjeros) y miembros del pueblo chino fueron inusuales y tal vez incluso inexistentes durante la Revolución Cultural, pero nunca se prohibieron explícitamente ni se juzgaron de forma inaceptables por motivos raciales. Fue solo a mediados de la década de 1970 que se aceptaron las primeras solicitudes de permiso para casarse con extranjeros, con el deshielo de los lazos diplomáticos entre China y los Estados Unidos. Dichos matrimonios siguieron siendo relativamente inusuales durante otras dos décadas.
De 1994 a 2008, cada año se han producido unos 3.000 matrimonios de razas mixtas más en Shanghái que el año anterior. Esto ha provocado un cambio importante en las actitudes de China hacia la raza y hacia los niños chinos de origen mestizo, debido a la globalización.

## Personalidades hunxue
- Chloe Bennet, actriz sino-estadounidense.
- Nancy Kwan, actriz sino-estadounidense.
- Bruce Lee, artista marcial estadounidense de origen chino.
- Karen Mok, actriz china de origen persa-europeo.
- Celina Jade, artista marcial sino-estadounidense.